# Хайнрих II (Еберщайн)
Хайнрих II фон Еберщайн (на немски: Heinrich II von Eberstein; * 1314; † 1367) от швабския благороднически род Еберщайни е граф на Еберщайн.
Той е син на граф Хайнрих I фон Еберщайн († 1322) и съпругата му Клара фон Фрундсберг († 1327).
Братята му са неженените Отман † сл. 1363), Бертолд V († 1350/1360) и Вилхелм I († 1375). Сестрите му са Хайлика († сл. 1318), омъжена 1318 г. за граф Вилхелм II фон Тюбинген († 1327), и Беатрикс († сл. 1369), омъжена за Албрехт Хумел фон Лихтенберг.

## Фамилия
Хайнрих II фон Еберщайн се жени пр. 14 септември 1352 г. за Магарета фон Йотинген (* пр. 1360; † сл. 1393), дъщеря на граф Лудвиг XI фон Йотинген († 1370) и Имагина фон Шауенбург († 1377).  Те имат 9 деца:
- Волфрам II (* пр. 1360; † 1396/1398)
- Бертолд (* пр. 1360; † сл. 1364)
- Вилхелм II (* пр. 1360; † 9 март 1385), граф на Еберщайн в Ной-Еберщайн, женен за Маргарета фон Ербах († 1395)
- Хайлика († пр. 1360)
- Елизабет (* 1360; † пр. 1401)
- Маргарета (* пр. 1360; † 22 юни 1404)
- Агнес (* пр. 1360; † 23 февруари 1406)
- Хайнрих III фон Ной-Еберщайн († 1387)
- Ото IV фон Ной-Еберщайн († пр. 1387)